# Cloverland (hrabstwo Douglas)
Cloverland – miasto w Stanach Zjednoczonych, w stanie Wisconsin, w hrabstwie Douglas.